# Plaike

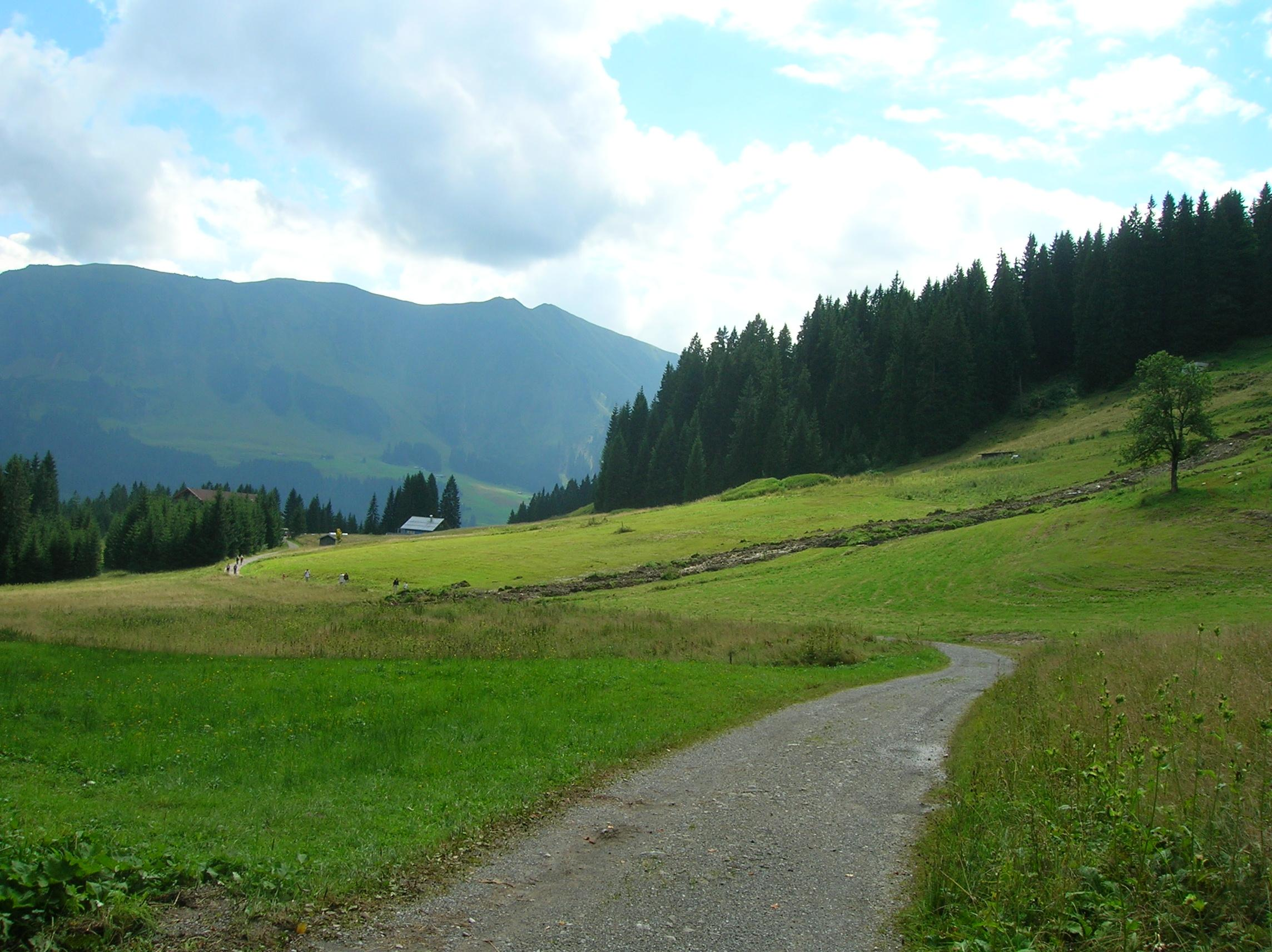
Eine Blaike, die einen Wanderweg zugeschüttet hat

Plaike oder Blaike, seltener Plaicke, ist ein Fachbegriff aus der Geomorphologie und Bodenkunde für eine Erosionsform in stark geneigtem bergigem Gelände. Der Begriff beschreibt eine besonders auf Almen häufige Form der Erosion, die sich im Abrutschen großer Wiesenflächen mitsamt des Wurzelhorizonts zeigt, insbesondere nach langen Regenperioden. Doch auch auf anderen alpinen Steilhängen tritt sie bei labilen Untergrundschichten auf.

## Etymologie
Das Wort kommt vom mittelhochdeutschen blecken („blank machen, sehen lassen“) und bezeichnet eine Stelle, wo der Untergrund (der oft glänzende Fels) „hervorblickt“ – eine durch Rutschung grasfreie Fläche am Berghang. In alpinen Dialekten wird es etwa wie „Bloak’n“ ausgesprochen und in verschiedenen Flurnamen auch als „Plagge“ oder „Placke“ geschrieben.

## Entstehung
Das Abreißen der Grasnarbe lässt einige typische Formen erkennen, welche mit der Ursache der Hangrutschung zusammenhängen. Sie liegt häufig in einer starken Durchfeuchtung nach heftigen Regenfällen, kann aber auch mit längeren Störungen des Bodenwasser-Haushalts oder mit der Erosion des Bodens und anderem zusammenhängen.
Eine Plaike kann Ausmaße von wenigen Metern bis zu etwa 100 Metern haben. Die abgerutschten Teile stauen sich häufig am unteren Ende und bilden wellige Grasschichten oder eine Art Sackung.
Den Namen Große Plaike trägt ein 1034 m hoher Berg in Salzburg zwischen Wallersee und Mondseer Flyschbergen. Die geologisch gut untersuchte weitläufige postglaziale Rutschung am früheren Gletscherrand ist heute aber wieder großteils bewaldet.

## Auftreten
Plaikenerosion tritt abhängig von der Hangneigung, der Bodenbeschaffenheit, dem Vorhandensein von Hangwasser und der Witterung auf. Besonders betroffen sind brachliegende Almflächen mit einer Hangneigung von etwa 40° bis 60° und Höhenlagen im alpinen Raum von über 1200 Metern, oberhalb der geschlossenen Bewaldung. Ansatzpunkte für Plaiken entstehen in baum- und strauchlosem Gelände, wenn langes Gras im winterlichen Schnee festfriert und durch das gleitende Fließen des Schnees mitgenommen wird. Die dadurch entstandenen vegetationsfreien Flächen bieten dann Ansatzpunkte zu weiterer Erosion.

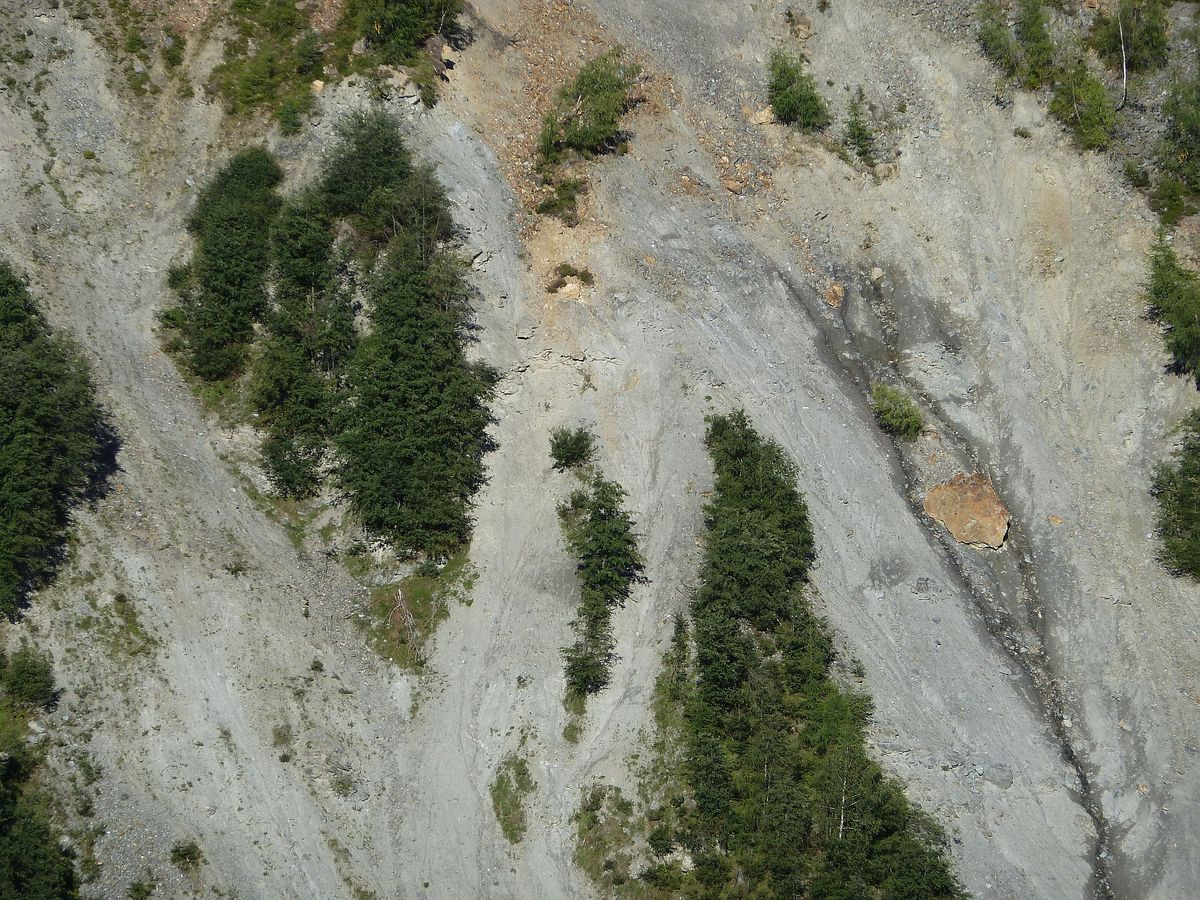
Hohe Blaike im Salzburger Dürnbachtal – die steilste und aktivste Plaike Österreichs mit Bewegungen von 1 m im Jahr

Plaiken sind der alpinen Bevölkerung, den Forstleuten, Bergbauern und aufmerksamen Wanderern von jeher vertraut, doch hat ihre Häufigkeit in den letzten Jahrzehnten zugenommen. Dies kann verschiedene Ursachen haben, beispielsweise ungünstige Abholzung auf steilen Hängen, Bau von zu breiten Güterwegen oder Forststraßen, Zunahme von Starkregen oder Staunässe, Änderung der Vegetation, geotechnisch-hydrologische Einbauten usw. In den Alpen hat sich daher der Geophysiker und Geomorphologe Adrian Scheidegger (TU Wien) intensiv mit diesen und ähnlichen Phänomenen befasst.
Ein fast immer aktiver Rutschhang ist die Hohe Blaike im Tal des Dürnbaches, eines Nebenflusses der Salzach bei Neukirchen am Großvenediger. Sie ist noch heute eine Wunde in der Landschaft. Ein ganzer Hang bewegt sich dort einen Meter im Jahr talwärts, trotz einer ausgedehnten Wildbachverbauung. 1973 rutschten 60.000 Kubikmeter Gestein ins Tal.

## Verhinderung der Plaikenbildung
Die Erosion kann verhindert werden beispielsweise durch Beweidung der betroffenen Almflächen ohne Über- oder Unternutzung des Graslandes, durch ständige Reparatur von Anrissstellen sowie durch Entwässerung (beispielsweise Drainage) im Falle von starkem Hangwasseraufkommen. Auch der Unterhalt vorhandener Terrassen verhindert drohende Erosion, die zu Erdrutschen und Bergstürzen führen kann.